# Marhawica
Marhawica (biał. Маргавіца; ros. Марговица, Margowica) – wieś na Białorusi, w obwodzie witebskim, w rejonie dokszyckim, w sielsowiecie Biehomla. W 2009 roku liczyła 85 mieszkańców.